# Coșteiu
Coșteiu es una comuna ubicada en el distrito de Timiș, Rumania.

## Superficie
Posee una superficie de 83,63 kilómetros cuadrados.

## Demografía
Hasta 2021 la población era de 3815 habitantes, con una densidad de población de 45,62 habitantes por kilómetro cuadrado.